# زایگوت‌بادی
زایگوت بادی (به انگلیسی: ZygoteBody) با نام قدیمی گوگل بادی (انگلیسی: Google Body)، یک برنامه تحت وب توسعه یافته توسط گروه Zygote Media است که مدل‌های تشریحی سه بعدی قابل تنظیم بدن انسان را ارائه می‌دهد. این مدل‌های سه بعدی چند لایه، از بافت‌های ماهیچه‌ای تا رگ‌های خونی، قابل جدا شدن یا شفاف شدن هستند تا امکان مطالعه بهتر قسمت‌های بدن فرد فراهم شود. بیشتر قسمت‌های بدن دارای برچسب و قابل جستجو نیز هستند.

## فناوری
مدل‌های انسانی براساس داده‌های گروه Zygote Media ساخته شده‌اند. این وب سایت از فناوری‌های جاوا اسکریپت و وب‌جی‌ال برای نمایش تصاویر سه‌بعدی در مرورگر وب بدون نیاز به نصب افزونه‌های اضافی استفاده می‌کند.

## تاریخچه

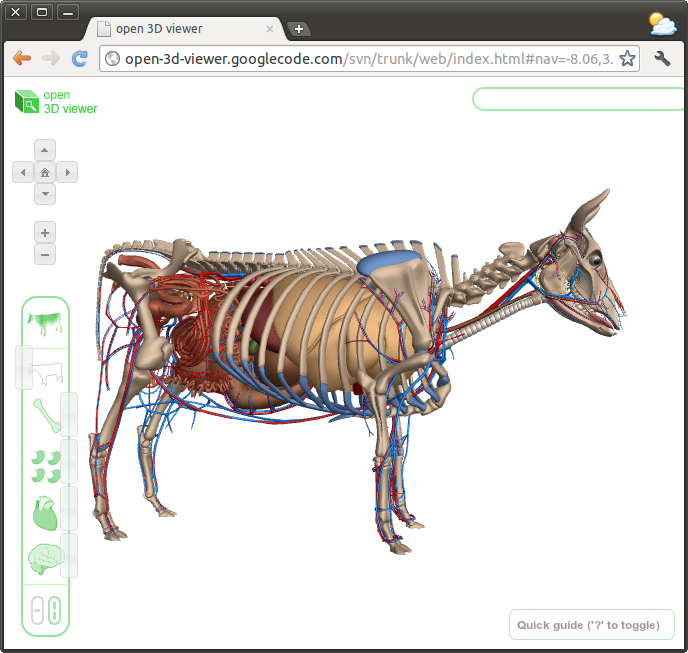
مدل گاو گوگل (Google Cow) که هم‌اکنون بخشی از پروژه بینایی با دید باز است

زایگوت بادی در ۱۵ دسامبر ۲۰۱۰ با نام گوگل بادی راه اندازی شد. در روز دروغ اول آوریل در سال ۲۰۱، کاربران با آناتومی یک گاو در صفحه اصلی مواجه شدند. مدل گاو هنوز به عنوان بخشی از پروژه منبع باز 3D-Viewer در دسترس است.
بعدها با تعطیلی آزمایشگاه گوگل اعلام شد که سرویس گوگل بادی نیز متوقف خواهد شد اما همچنان توسط گروه زایگوت مدیا با عنوان جدید زایگوت بادی ادامه خواهد یافت. در تاریخ ۱۳ اکتبر ۲۰۱۱ سایت گوگل بادی تعطیل شد و در ۹ ژانویه ۲۰۱۲ زایگوت بادی راه اندازی شد و پایه کد اصلی (با استفاده از مدل گاو گوگل به عنوان نسخه نمایشی) به عنوان یک پروژه منبع باز به نام open-3d-viewer در دسترس قرار گرفت.